# Encyclopédie des Métiers
 (juillet 2025).
L’Encyclopédie des Métiers est un ensemble d'ouvrages publié par l'Association ouvrière des compagnons du devoir et du tour de France depuis [Quand ?]. Chaque ouvrage traite de métiers suivants : maçonnerie et taille de pierre, couverture, menuiserie et plâtrerie.

## Maçonnerie et taille de pierre
- Tome 1 Les hommes et leur métier
- Tome 2 et 3 Le savoir des bâtisseurs
- Tome 4 Les matériaux
- Tome 5 Les outils
- Tome 6, 7 et 8 Le savoir-faire

## Couverture
- 3 Tomes

## Menuiserie
- 7 volumes

## Plâtrerie
- 1 Tome